# President (musikalbum)
President är ett musikalbum med Jan Eggum. Albumet utgavs 2002 av skivbolaget Grappa Musikkforlag A/S.

## Låtlista
1. "President" – 3:05
2. "På vei" – 4:04
3. "Hvis du vil ha meg" – 2:53
4. "Hørt det før" – 4:08
5. "Mai du milde" – 3:21
6. "Et kort sekund" – 4:32
7. "Neste gang" – 4:36
8. "Høyt på strå" – 3:56
9. "En pokkers kar" – 2:44
10. "Tommy" – 3:39
11. "Livet, Steinar" – 3:43
12. "På kafé" – 2:32

- Alla låtar skrivna av Jan Eggum.

## Medverkande
Musiker
- Jan Eggum – sång, gitarr
- Geir Luedy Andersen – sampler, percussion
- Mats Grønner – percussion, melodika, dragspel
- Morten Færestrand – gitarr
- Bjørn Kjellemyr – basgitarr, kontrabas
- Jan Gunnar Hoff – piano, synthesizer
- Audun Kleive – trummor, percussion
- Tor Bjarne Bjelland – percussion
- Jørn Haarr Eriksson – sampler
- Ephemera
  - Christine Sandtorv – sång
  - Jannicke Larsen – sång
  - Inger Lise Størksen – sång

Produktion
- Geir Luedy Andersen – musikproducent, ljudtekniker
- Mats Grønner – musikproducent, ljudtekniker